# 斎藤久
斎藤 久（さいとう ひさし、1969年2月15日 - ）は、日本の男性アニメーター、アニメ監督、アニメ演出家。徳島県海部郡日和佐町（現：美波町）出身。

## 経歴
大阪芸術大学芸術学部卒業後、スタジオ・ファンタジアを経てフリー。フリーのアニメーター集団スタジオへらくれすに所属。主にサンライズ、東京ムービー、アニメインターナショナルカンパニーの作品で原画、作画監督、デザインなどを担当している。
『ときめきメモリアル Only Love』のメイン演出を経て、『バンブーブレード』で監督デビュー。以降は監督職をメインとする。
長年谷口悟朗と密接な仕事上の付き合いがあり、谷口の監督作品には何らかの形で関わっている（逆に谷口も『バンブーブレード』では本人役でカメオ出演しているほか、『ファンタジスタドール』ではクリエイティブプロデューサー職に就いている）。
愛称は「ジミーさん」。ジミー大西に似ているからで、本人によれば学生時代からそう呼ばれているとのこと。

## 参加作品

### テレビアニメ
- 熱血最強ゴウザウラー（原画）
- 機動武闘伝Gガンダム（原画）
- 獣戦士ガルキーバ（原画）
- 爆れつハンター（原画）
- スレイヤーズNEXT（原画）
- 超魔神英雄伝ワタル（原画）
- MAZE☆爆熱時空（原画）
- 少女革命ウテナ（オープニング原画）
- 勇者王ガオガイガー（原画）
- 爆走兄弟レッツ&ゴー!! MAX（原画）
- 名探偵コナン（作画監督補）
- ポケットモンスター（原画）
- 吸血姫美夕（原画、オープニング原画）
- ルパン三世 ワルサーP38（原画）
- VIRUS ‐VIRUS BUSTER SERGE‐（原画）
- ガサラキ（原画）
- SHADOW SKILL -影技-（原画）
- ジェネレイターガウル（原画）
- 宇宙海賊ミトの大冒険（原画）
- 無限のリヴァイアス（サブメカニックデザイン、作画監督、オープニング原画）
- 頭文字D（原画）
- ビーストウォーズメタルス 超生命体トランスフォーマー（サブメカニックデザイン）
- ゲートキーパーズ（原画）
- ゾイド -ZOIDS-（原画）
- アルジェントソーマ（原画）
- ギャラクシーエンジェル（原画）
- スクライド（作画監督）
- あずまんが大王（オープニング原画）
- THE ビッグオー second season（原画）
- キディ・グレイド（原画）
- GetBackers -奪還屋-（原画）
- プラネテス（作画監督）
- ゆめりあ（原画）
- To Heart 〜Remember my Memories〜（オープニング画コンテ・演出・原画）
- 鋼の錬金術師（原画）
- 機動戦士ガンダムSEED DESTINY（オープニング原画）
- ゾイドフューザーズ（原画）
- GUN×SWORD（作画監督、原画）
- 絶対正義ラブフェロモン/それゆけ! 外道乙女隊（コンセプトデザイン、原画）
- あまえないでよっ!!（オープニング原画）
- 交響詩篇エウレカセブン（原画）
- BLOOD+（第3期オープニング原画）
- 砂沙美☆魔法少女クラブ（原画）
- Fate/stay night（オープニング原画）
- あまえないでよっ!!喝!!（原画）
- 獣王星（原画）
- TOKKO 特公（原画）
- ガイキング LEGEND OF DAIKU-MARYU（原画）
- ときめきメモリアル Only Love（絵コンテ、演出、原画）
- 鋼鉄神ジーグ（原画）
- 東京魔人學園剣風帖 龖（原画）
- バンブーブレード（監督、絵コンテ、演出）
- 乃木坂春香の秘密（原画）
- コードギアス 反逆のルルーシュR2（原画）
- スレイヤーズREVOLUTION（原画）
- まかでみ・WAっしょい!（エレファンガーDN原画、原画）
- キャシャーン Sins（原画）
- あかね色に染まる坂（原画）
- 天体戦士サンレッド（オープニング原画、原画、ゲストキャラクターデザイン）
- 機動戦士ガンダム00 セカンドシーズン（オープニング原画、原画）
- シャングリ・ラ（「マジカルギーナ」原画）
- ジャングル大帝 -勇気が未来をかえる-（原画）
- そらのおとしもの（監督、絵コンテ、演出、原画、作画監督協力）
- 祝福のカンパネラ（OP原画）
- そらのおとしものf（フォルテ）（監督）
- 俺の妹がこんなに可愛いわけがない（劇中アニメ「ジャスティーン」メカデザイン）
- 僕は友達が少ない（監督、絵コンテ、原画）
- ハイスクールD×D（原画）
- Persona4 the ANIMATION（原画）
- あっちこっち（原画）
- デート・ア・ライブ（ヴィジュアルディレクター、絵コンテ、原画）
- ファンタジスタドール（監督、絵コンテ、原画）
- ONE PIECE（オープニング原画）
- デート・ア・ライブII（ヴィジュアルディレクター）
- 彼女がフラグをおられたら（絵コンテ、オープニング原画）
- 新妹魔王の契約者（監督、原画）
- 新妹魔王の契約者 BURST（監督）
- アクティヴレイド -機動強襲室第八係-（原画）
- 魔装学園H×H（OP絵コンテ、OP原画）
- CHEATING CRAFT（OP原画、原画）
- 青の祓魔師 京都不浄王篇（絵コンテ）
- こねこのチー ポンポンらー大旅行（絵コンテ）
- sin 七つの大罪（絵コンテ）
- メルヘン・メドヘン（総監督、絵コンテ）
- はねバド!（絵コンテ）
- 俺が好きなのは妹だけど妹じゃない（原画）
- ぱすてるメモリーズ（絵コンテ）
- ＜Infinite Dendrogram＞-インフィニット・デンドログラム-（絵コンテ、作画監督、エフェクト監修）
- プリンセスコネクト！Re:Dive（原画）
- 妖怪学園Y 〜Nとの遭遇〜（原画）
- ドラゴンクエスト ダイの大冒険（原画）
- マブラヴ オルタネイティヴ（絵コンテ）
- 怪人開発部の黒井津さん（監督、絵コンテ）
- 犬になったら好きな人に拾われた。（ヴィジュアルディレクター、絵コンテ）
- ニートくノ一となぜか同棲はじめました（監督[2]）
- さわらないで小手指くん（監督[3]）

### 劇場アニメ
- スレイヤーズごぅじゃす（原画）
- 逮捕しちゃうぞ the MOVIE（原画）
- デジモンアドベンチャー02 デジモンハリケーン上陸!!超絶進化！！黄金のデジメンタル（原画）
- COWBOY BEBOP 天国の扉（原画）
- 劇場版 幻想魔伝 最遊記 Requiem 選ばれざる者への鎮魂歌（原画）
- キン肉マンII世 マッスル人参争奪!超人大戦争（原画）
- 映画 犬夜叉 鏡の中の夢幻城（原画）
- ラーゼフォン 多元変奏曲 （原画）
- 劇場版 金色のガッシュベル!! 101番目の魔物（原画）
- スチームボーイ（原画）
- 劇場版 NARUTO -ナルト- 大活劇!雪姫忍法帖だってばよ!!（原画）
- 映画 犬夜叉 紅蓮の蓬莱島（作画監督）
- まじめにふまじめ かいけつゾロリ なぞのお宝大さくせん（原画）
- いばらの王 -King of Thorn-（原画）
- 劇場版 そらのおとしもの 時計じかけの哀女神（エンジェロイド）（総監督、絵コンテ）
- AURA 〜魔竜院光牙最後の闘い〜（絵コンテ）
- 劇場版 そらのおとしものFinal　永遠の私の鳥籠（エターナルマイマスター）(監督）

### OVA
- 宇宙の騎士テッカマンブレードII（原画）
- ワイルド7（原画）
- 卒業 〜Graduation〜（原画）
- アイドルプロジェクト VOL.3 ショッキング♥リポート（作画監督）
- 機動戦士ガンダム 第08MS小隊（原画）
- 闘神伝（原画）
- ファイアーエムブレム 紋章の謎（原画）
- 勇者指令ダグオン 水晶の瞳の少年（原画）
- レイアース（作画監督、作画監督補佐、原画）
- 真ゲッターロボ 世界最後の日（作画監督、原画）
- 勇者王ガオガイガーFINAL（原画）
- メルティランサー The Animation（原画）
- 真ゲッターロボ対ネオゲッターロボ（原画）
- ぷにぷに☆ぽえみぃ（原画）
- 高校鉄拳伝タフ（原画）
- 鴉 -KARAS-（原画）
- クイズマジックアカデミー（原画）
- きグルみっく☆V3 -ベストエピソードコレクション-（原案、監督、キャラクターデザイン、コンテ、作画監督）
- 僕は友達が少ない あどおんでぃすく（監督）
- ハンツー×トラッシュ（監督）
- 新妹魔王の契約者 DEPARTURES（監督）

### その他
- 魔法使いなら味噌を喰え!（原画） - プロモーションアニメ
- 白薔薇のフランケンシュタイン（監督、絵コンテ、演出） - プロモーションアニメ